# Извольские
Извольские — русский дворянский род.
Произошёл от Василия Дмитриевича Извольского, который в поданной в разряд родословной выехал (1462-1504) из Польши в Москву к великому князю Ивану Васильевичу и пожалован вотчиной.
Его правнук Елисей Яковлевич, прозванный Булгак, был воеводой в Дедилове (1570 и 1576) и ему дано подтверждение на владение вотчинами жалованные за выезд его прадеда. Викула Фёдорович был судьёй разбойного приказа (1680), думным дворянином (1684).
При подаче документов в декабре 1685 года, для внесения рода в Бархатную книгу, была предоставлена родословная роспись Извольских, роспись их служб (1563-1636), а также пять указных грамот (1570-1630).
Род Извольских внесён в VI часть родословной книги Владимирской губернии.

## Описание герба
В щите, имеющем красное поле, изображена золотая луна, рогами вниз, и над ней серебряный якорь, кольцом обращённый к луне.
Щит увенчан дворянским шлемом с дворянской на нём короной, на поверхности которой находятся две руки. Намёт голубой и золотой. Герб рода Извольских внесён в Часть 9 Общего гербовника дворянских родов Всероссийской империи, стр. 18.

## Известные представители
- Извольский Поспел Елисеевич - воевода в Вологде (1607), в Сольвычегодске (1608-1609).
- Извольский Василий Григорьевич - воевода в Веневе (1616), в Ряжске (1617), в Гремячем (1618-1619).
- Извольский Фёдор Михайлович - воевода в Чаронде (1625-1627), в Туле (1629-1630).
- Извольский Леонтий Афиногенович - воевода в Мценске (1626), в Ельце (1627), в Дедилове (1630).
- Извольский Иван - воевода в Гремячем (1634).
- Извольский Степан Фёдорович - воевода в Данкове (1636-16370.
- Извольский Никифор Васильевич - воевода в Веневе (1640), в Гремячем (1645-1646).
- Извольский Викула - стольник, воевода в Туле (1667-1669)[3][2].
- Извольский Пётр Григорьевич (1838—1891) — тайный советник, присутствующий в Сенате.
- Пётр Александрович (1816—1888) — действительный статский советник, курский и екатеринославский губернатор.
- Пётр Петрович (1863—1928) — обер-прокурор Святейшего Синода (1906—1909), в эмиграции — протоиерей.
- Александр Петрович (1856—1919) — русский государственный деятель, дипломат, министр иностранных дел России (1906—1910)[4].
- Извольский Павел Александрович (род. 1974) - историк, дипломат, директор Российского дома науки и культуры в Берлине.
- Извольская, Елена Александровна (1896 - 1975) - писатель, переводчик, журналист, профессор Фортдемского университета в Нью-Йорке.